# Прихований жах
«Прихований жах» або «Зачаєний жах» (англ. Lurking Fear) — оповідання Говарда Лавкрафта, написане у 1922 році.

## Сюжет
Події відбуваються у 1921 році. Головний герой оповідання — дослідник, який займався пошуками різноманітних жахіть. Одного разу він вирушив в Катскільські гори, щоб знайти причину жахливої трагедії: невідомі істоти напали на місцеве поселення і жорстоко знищили 2/3 мешканців. Місцеві мешканці, нащадки голландських переселенців, пов'язують трагедію із проклятим будинком — садибою родини Мартензів, покинутою більше ніж 100 років тому. Вони вірили, що там мешкає мстивий дух Яна Мартенза, вбитого своїми рідними, однак обшукали садибу і нічого там не знайшли.
Дослідник прибув до садиби разом із двома помічниками і вирішив там заночувати. Вночі його помічники зникли, а сам він помітив тінь невідомої істоти. Він повернувся до найближчого села і знайшов нового помічника, Артура Монро, разом із яким вирішив обстежити зруйноване селище, однак їх застала злива і вони сховалися в одній із хатин. Коли гроза вщухла, дослідник звернувся до Монро, який висунув голову з вікна, щоб оцінити наслідки потужної зливи, але той був мертвий: хтось вбив Монро і обгриз його голову.
Дослідник вирішив розкопати могилу Яна Мартенза. В процесі роботи він пригадав історію садиби. Вона була збудована голландським купцем Ґеррітом Мартензом в 1670 році на вершині гори, яку згодом прозвали Буремною через постійні потужні грози. Нащадки Ґерріта жили дуже усамітнено, оскільки їх виховали у ненависті до англійців та колоністів, які приймають їхні порядки, до того ж в них розвинулась своєрідна психологічна залежність від гроз. Окрім цього, всі вони відрізнялись спадковою гетерохромією: одне око зазвичай було синім, інше — карим. Один із представників роду, Ян Мартенз, був учасником війни за незалежність США. Він повернувся додому в 1760 році, але більше не поділяв поглядів та залежності від грози, характерних для його сім'ї, і прагнув покинути садибу. В 1763 році друг Яна, Джонатан Ґіффорд, прибув у садибу, щоб зустрітися з Яном, який не відповідав на його листи. Джонатана вразив брудний тваринний вигляд Мартензів та запустіння садиби. Вони пояснили йому, що Ян загинув від удару блискавки і показали його могилу, проте Джонатан не повірив Мартензам і вночі розкопав могилу. Він побачив, що череп Яна розбитий сильними ударами, і після повернення додому відкрито звинуватив Мартензів у вбивстві свого родича. Після цього місцеві мешканці почали уникати Мартензів, вважаючи їхній маєток проклятим. В 1816 році вони зауважили, що вже 6 років як не видно вогнів у маєтку. Декілька мешканців вирушили до садиби і побачили, що вона покинута. Вони дійшли висновку, що Мартензи переселились, хоча в садибі залишились меблі та столове срібло, а численні надбудови свідчили про великий розмір родини.
Дослідник розкопав останки Яна, але вирішив копати глибше і провалився в підземний тунель. Він став повзти по ньому вгору, сподіваючись вибратись, поки не помітив чиїсь очі, які виблискували у світлі його ліхтарика, і пазуристу лапу. Дослідник зміг вибратися з тунелю і повернутися додому. В готелі він дізнався, що відбувся новий напад: істота напала на будинок і вбила одного мешканця, проте інші вибрались і підпалили дім. Дослідник вирушив до згарища і знайшов там останки двох людей, а не одної. Він повернувся до могили Яна Мартенза, проте попередня злива і зсуви ґрунту знищили тунель, при цьому він зауважив, що від садиби йде система невеликих пагорбів, які розповзаються вниз по всій горі.
Головний герой вирушив у садибу і почав розкопували підвал, де знайшов ще один прохід. Вночі він вирішив заховатися і чекати. Коли вдарила блискавка, із тунелю вилізли мавпоподібні істоти, які мовчки почали розходитися по околицях, щоб знову нападати на людей. при цьому вони напали на одного зі своїх слабких побратимів і пожерли його на місці. Останнього із натовпу дослідник застрелив, маскуючи постріл звуками грому. Коли він розглянув тіло, то знепритомнів від жахливого висновку. Мавпоподібна істота з білою шерстю мала гетеротромні очі: це були Мартензи, які внаслідок постійного інцесту і усамітнення деградували до виродків-канібалів. Вони прорили тунелі, з яких виходили на полювання.
Повернувшись в готель і відійшовши від потрясіння, дослідник викликав бригаду будівельників, які підірвали динамітом садибу і вершину гори, замурували всі тунелі та знищили найбільші дерева в лісі, оскільки дослідник вважав, що вони виросли неприродно великими, всмоктуючи останки жертв Мартензів.
Для головного героя ця історія завершилась психічними травмами: він почав боятися колодязів і тунелів метро, а також не міг заснути під час грози без опіуму. Також він не був впевнений, що всі Мартензи загинули від вибухів та що у світі більше немає такого прихованого жаху.

## Екранізації
На основі сюжету оповідання були зняті фільми:
- «Прихований жах» (1994)
- «Гемоглобін» (1997)